# STACIAカード
STACIAカード（スタシアカード）は、株式会社阪急阪神カードが発行するカードの総称である。株式会社阪急阪神ポイントが行うポイントサービス、Sポイントについてもここで述べる。

## 歴史・概要

### PiTaPaの登場に伴うICカード乗車券付多機能カードの誕生
関西を中心とする鉄道・バス事業者が出資する「スルッとKANSAI」がソニーによって開発されたFeliCa（フェリカ）をベースにしたICカード乗車券のPiTaPaを2004年8月から導入したのにあわせて、阪急電鉄が子会社の阪急カードを通じて2004年（平成16年）8月から「HANA PLUS（ハナプラス）カード」として阪急東宝グループを中心に独自の特典を付加した多機能非接触ICカードの発行を開始したのが始まりである。
それに追随して、2006年（平成18年）2月1日に阪神電気鉄道もグループ各社と連携して「CoCoNet（ココネット）カード」として独自の特典を付加した多機能非接触ICカードの発行を開始した。

### 経営統合に伴うSTACIAへの切り替え
村上ファンドの阪神株買い占めへの対抗策として阪急ホールディングスによって行われた株式の公開買い付けを経て、2006年10月1日に阪神電気鉄道が阪急ホールディングスと経営統合して阪急阪神ホールディングスとなったことを受け、「HANA PLUS（ハナプラス）カード」と「CoCoNet（ココネット）カード」で異なっていた利用特典を新たに誕生した阪急阪神東宝グループ共通のものに切り替えて統合し、顧客の利便性向上とグループ全体の販売促進に役立てるために2007年10月1日から株式会社阪急阪神カードが発行する「STACIA（スタシア）カード」として統合されて新たに募集を開始した。
また、2007年9月4日の「STACIA（スタシア）カード」の新規発行を発表した時点の発行枚数が「HANA PLUS（ハナプラス）カード」が約25万枚に対して「CoCoNet（ココネット）カード」は約3.6万枚と大きな差が付いていたことなどもあって、「STACIA（スタシア）カード」のシステムは「HANA PLUS（ハナプラス）カード」側のシステムをベースに統合されることになった。その際に既存の加入者は従来のカードも有効期限まで使えるとされていたものの、「HANA PLUS（ハナプラス）カード」の加入者はそのまま「STACIA（スタシア）カード」としての利用特典が利用できるようになったのに対して「CoCoNet（ココネット）カード」の加入者は「STACIA（スタシア）カード」としての利用特典を享受するにはカードの切替が必要とされることになった。
2009年秋にはエイチ・ツー・オーリテイリングと提携して阪神百貨店のカードだった「阪神エメラルドカード」に「STACIA（スタシア）カード」の機能を組み合わせて「阪急阪神エメラルドSTACIA（スタシア）カード」にするなど、阪急阪神ホールディングス傘下の企業のみならずエイチ・ツー・オーリテイリンググループを含む阪急阪神東宝グループ全体の統合カードとしての運用拡大を目指すと共に、四条繁栄会などでつくるクレジットカード決済団体「きょうと情報カードシステム(KICS)」と提携して同社の加盟店でもポイントを付与を行ったり、グループの鉄道沿線の飲食店や関西電力のオール電化サービス契約者向けのポイント「はぴeポイントクラブ」とも提携するなどグループ以外とも提携しながら拡大し、約600万人が住むグループ沿線の生活圏に密着して沿線の魅力を高めようとする戦略を採っている。
2010年10月5日から阪急阪神ホールディングスとエイチ・ツー・オーリテイリングの傘下にある阪急百貨店や阪神百貨店、阪急オアシス、阪急阪神ホテルズなどの百貨店やスーパーマーケット、ホテルなどが企業や店舗毎に発行していたポイントサービスを「STACIA（スタシア）ポイントサービス」と共通化し、従来は各々のポイントサービスを行っている企業や店舗以外では直接利用できず他店で利用するには金券に換える必要があったポイントをそのままグループの他の企業や店舗でも利用可能でかつ合算できる制度に変更した。また、このポイントサービスの統合と同時に阪急阪神東宝グループのカードを支える店舗とポイントをやり取りする端末やネットワークなどのポイント管理システムを含むカード情報システム全体の全面的な刷新も図っている。
なお、阪神電気鉄道株式会社が発行していた「CoCoNet PiTaPa」は新規の発行を終了し、2010年10月末日を以て株式会社スルッとKANSAIにサポートを移管した。

## 種類
2004年（平成16年）8月の「HANA PLUS（ハナプラス）カード」の利用開始と同時に阪急百貨店と提携して「阪急百貨店ペルソナカード」に「HANA PLUS（ハナプラス）カード」の機能を組み合わせて発行を開始した「阪急百貨店ペルソナHANA PLUS（ハナプラス）カード」や、同年12月から発行を開始した「タカラヅカレビューHANA PLUS（ハナプラス）カード」、2005年（平成17年）10月から阪急ホテルマネジメント（現：阪急阪神ホテルズ）と提携して発行を開始した「阪急阪神第一ホテルグループHANA PLUS（ハナプラス） VISAカード」など、前身の「HANA PLUS（ハナプラス）カード」はグループ各社と連携して様々な種類のカードを発行していた。
スルッとKANSAIのPiTaPaの搭載の有無や、クレジットカードの搭載の有無や提携する国際ブランドの違いなどにより様々なある。PiTaPa搭載カードはエンボスレスカードであり、インプリンタが使用できないため、VISA提携カードではカード表面に「ELECTRONIC USE ONLY」の文字が入っている。
新規の申込を受け付けているカードは、次表の通りである（2024年1月26日現在）。
| 名称                                               | ブランド         | クレジット                     | 提携先                                                  | PiTaPa | 定期券 |
| -------------------------------------------------- | ---------------- | ------------------------------ | ------------------------------------------------------- | ------ | ------ |
| STACIA PiTaPa NCカード                             | -                | （なし）                       | （なし）                                                | ○      | ○      |
| KOBE PiTaPa STACIA NCカード                        | -                | （なし）                       | KOBEカード協議会                                        | ○      | ○      |
| エメラルドSTACIA JCBカード                         | JCB              | ジェーシービー                 | （なし）                                                | ×      | ×      |
| エメラルドSTACIA VISAカード                        | Visa             | 三井住友カード                 | （なし）                                                | ×      | ×      |
| エメラルドSTACIA MasterCard                        | MasterCard       | アプラス                       | （なし）                                                | ×      | ×      |
| エメラルドSTACIA PiTaPa JCBカード                  | JCB              | ジェーシービー                 | （なし）                                                | ○      | ○      |
| エメラルドSTACIA PiTaPa VISAカード                 | Visa             | 三井住友カード                 | （なし）                                                | ○      | ○      |
| エメラルドSTACIA PiTaPa MUFGカード                 | Visa             | 三菱UFJニコス                  | （なし）                                                | ○      | ○      |
| エメラルドSTACIA PiTaPa MUFGカード                 | MasterCard       | 三菱UFJニコス                  | （なし）                                                | ○      | ○      |
| ペルソナSTACIA アメリカン・エキスプレス・カード    | AMERICAN EXPRESS | American Express International | ペルソナ                                                | ×      | ×      |
| ペルソナSTACIA PiTaPaカード                        | Visa             | 三井住友カード                 | ペルソナ                                                | ○      | ○      |
| 阪神タイガースSTACIA PiTaPa JCBカード              | JCB              | ジェーシービー                 | 阪神タイガース                                          | ○      | ○      |
| 阪急阪神第一ホテルグループSTACIA PiTaPa VISAカード | Visa             | 三井住友カード                 | 阪急阪神ホテルズ                                        | ○      | ○      |
| タカラヅカレビューSTACIA VISAカードP               | Visa             | 三井住友カード                 | 阪急電鉄                                                | ○      | ○      |
| タカラヅカレビューSTACIA VISAカード                | Visa             | 三井住友カード                 | 阪急電鉄                                                | ×      | ×      |
| タカラヅカレビューSTACIAカード                     | -                | （なし）                       | 阪急電鉄                                                | ×      | ×      |
| STACIA +sa-ica PiTaPa JCBカード                    | JCB              | 池田泉州JCB                    | 池田泉州銀行                                            | ○      | ×      |
| S STACIAカード                                     | Visa             | 三井住友カード                 | エイチ・ツー・オーリテイリング 阪急阪神ホールディングス | ×※1    | ×      |

※1 希望時に別途付帯カードとして発行

### キッズカード・ジュニアカード
小学生にはキッズカード、中学生以上18歳未満の者にはジュニアカードの名称でそれぞれ発行される。クレジットカードの機能を有するものは無く、また、PiTaPaの機能を有するものであってもショッピング利用する事は出来ず、交通利用に限られる。なおキッズカードで交通利用する場合は、小児旅客運賃が適用される。ラインナップは次表の通り。
| 名称                                   | 提携先   | PiTaPa | 定期券 | 備考   |
| -------------------------------------- | -------- | ------ | ------ | ------ |
| STACIA PiTaPa キッズカード             | （なし） | ○      | ○      | ※1     |
| STACIA PiTaPa NCキッズカード           | （なし） | ○      | ○      | ※2     |
| STACIA PiTaPa ジュニアカード           | （なし） | ○      | ○      | ※1     |
| STACIA PiTaPa NCジュニアカード         | （なし） | ○      | ○      | ※2     |
| タカラヅカレビューSTACIAジュニアカード | 阪急電鉄 | ×      | ×      | [ 19 ] |

※1 三井住友カードが発行するカード（「エメラルドSTACIA PiTaPa VISAカード」・「ペルソナSTACIA PiTaPa VISAカード」・「阪急阪神第一ホテルグループSTACIA PiTaPa VISAカード」に限る）及び三菱UFJニコスが発行するカード（「エメラルドSTACIA PiTaPa MUFGカード」に限る）の会員の家族に発行される。
※2 「STACIA PiTaPa NCカード」の会員の家族に発行される。

### 新規発行の終了したカード
| 名称                             | ブランド | クレジット     | 提携先   | PiTaPa | 定期券 |
| -------------------------------- | -------- | -------------- | -------- | ------ | ------ |
| ペルソナSTACIA PiTaPa JCBカード  | JCB      | ジェーシービー | ペルソナ | ○      | ○      |
| ペルソナSTACIA PiTaPa VISAカード | Visa     | 三井住友カード | ペルソナ | ○      | ○      |

いずれのカードも新規の会員の募集は終了しているが、既存の顧客に対してはスタシアマークをSポイントのマークへ変更し、ICチップを搭載したカードへ更新を行っている。

## サービス

### Sポイント
阪急阪神グループのショッピングセンターをはじめとするSポイント優待店で使える共通ポイント。クレジットやPiTaPaの機能が付いた｢STACIAカード｣と、｢Ｓマーク付きポイントカード｣の２種類がある。
｢STACIAカード｣ではSポイントサービス対象店でクレジット決済又はPiTaPa決済するとSTACIAポイントが貯まる。その他のクレジット加盟店でクレジット決済するとショッピング利用200円毎にSポイント（基本ポイント）が1ポイント進呈され、基本ポイントが一定以上となると、Sポイントが特別進呈される（「ペルソナSTACIA アメリカン・エキスプレス・カード」はショッピング利用200円毎にSポイントが2ポイント進呈されるが基本ポイントの積算対象とはならない）。また、一部加盟店はポイント進呈の対象とはならない。なお、2010年10月5日に阪急阪神東宝グループのポイントが全てSTACIAポイントに一本化されたことに伴い、STACIAポイント対象カードが追加された。加算率は各グループにより異なる（例：阪急阪神第一ホテルグループは100円毎に3Sポイント）。また、これらのカードを阪急阪神ポイントサイトでひも付けすることにより、ポイントを自分が持っているSTACIAカードもしくは博多阪急エメラルドカードにまとめることができるようになった。また、当初はSTACIAポイントを名乗っていた。
対象となるグループ会社とSポイントカードは下記の通り。★は現在新規発行を終了している。
- 阪急阪神ホテルズ
阪急阪神第一ホテルグループメンバーズカード（プルミエカード含む、STACIAポイント時代は加算対象がホテルのみだった）
- 阪急阪神百貨店
うめだ阪急ポイントカード[15]
阪急メンズ大阪マイレージカード[15]
阪神百貨店ポイントカード
阪神百貨店ポイントカード（旧券面）★
千里阪急ポイントカード
川西阪急ポイントカード
西宮阪急ポイントカード
宝塚阪急ポイントカード
三田阪急ポイントカード★
高槻阪急ポイントカード
神戸阪急ポイントカード
神戸阪急ポイントカード（旧券面）★
- イズミヤ・阪急オアシス
イズミヤポイントカード「ヒナタス」
litta付阪急オアシスメンバーズカード・クラブ・エフ
楽天Edy付阪急オアシスメンバーズカード・クラブ・エフ★
- その他
阪急阪神おでかけカード
グランフロント大阪OSAMPO CARD

旧名称ポイントカード（後継カードに引き継がれている）
- うめだ阪急食料品ポイントカード[15]
メンズ館マイレージカード[15]
西宮阪急食料品ポイントカード
神戸阪急ポイントカード
はなうたクラブポイントカード（堺北花田阪急）
三田阪急ポイントカード
日々上質CLUB（宝塚阪急）
あまがさき阪神ポイントカード
都筑阪急ポイント倶楽部カード
大井食品館ポイントカード
有楽町阪急+YUメンバーズクラブカード
博多阪急ポイントカード（HAKATA SISTERSカード含む）
阪急オアシスCLUB fカード/新CLUB fカード
NISSHO STOREカード
FAMILY STORE POINTカード

### IC定期券
PiTaPaを利用できるなかで、「STACIA +sa-ica PiTaPa JCBカード」を除き、IC定期券として利用する事が出来る。期間は、1・3・6か月から選ぶことが出来る。